# جورج شاكبير إفلين
جورج شاكبير إفلين (بالإنجليزية: George Shuckburgh-Evelyn )‏ (و. 1751 – 1804 م) هو سياسي، ورياضياتي، وعالم فلك من مملكة بريطانيا العظمى، وكان عضوًا في الجمعية الملكية، توفي عن عمر يناهز 53 عاماً.

## مناصب
تولى منصب عضو البرلمان في المملكة المتحدة ‏
- عضو مجلس الشعب في برلمان بريطانيا العظمى.

## التعليم
تعلم في كلية باليول بجامعة اوكسفورد، ومدرسة رغبي ‏.

## جوائز
حصل على جوائز منها:
- وسام كوبلي (1798)[2]
- زميل في الجمعية الملكية.